# Catherine Guigon
Catherine Guigon (13 maggio 1949) è una giornalista e scrittrice francese.
Iniziò la carriera giornalistica al settimanale Le Point nel '76, dapprima nella cronaca politica diretta da André Chambraud e poi nella sezione di costume e società guidato da Jacques Duquesne, per la quale ha firmato vari articoli relativi all'istruzione e alla religione.
Nell' '89, è entrata a far parte della redazione di GEO, e, dieci più tardi, ha iniziato a collaborare anche con Télérama e L'Histoire. È autrice di circa 60 libri.

## Opere (parziale)
- Les Instits, avec Nicole Gautier et Maurice Guillot, Parigi, Le Seuil, 1987, 311 p. ISBN 2-02-009729-X -riedizione 2014
- Palais Bourbon. La Vie quotidienne à l'Assemblée, Parigi, Le Seuil, 1988, 242 p. ISBN 2-02-010301-X
- Les Mystères du Sacré-Cœur, tome 1, Les Vignes de la République, roman, Parigi, Éditions du Seuil, 1998, 329 p. ISBN 2-02-033487-9 - rééd, 2013
- Les Mystères du Sacré-Cœur, tome 2, Le Secret de la Savoyarde, roman, Parigi, Éditions du Seuil, 2000, 337 p. ISBN 2-02-033488-7 - rééd, 2013
- Les Abbayes de France par "Geo", Parigi, Éditions Solar, 2003, 144 p. ISBN 2-263-03493-5
- Les Cathédrales de France par Géo, Parigi, Éditions Solar, 2005
- Le Désert raconté aux enfants, Parigi, Éditions de la Martinière Jeunesse, 2005
- La France fortifiée vue par GEO, Parigi, Éditions Solar, 2006.
- Le Grand nord raconté aux enfants, Parigi, Éditions de la Martinière jeunesse, 2006
- La France romane par "Géo", Parigi, Éditions Solar, 2007, 144 p. ISBN 978-2-263-04126-6
- Le Pôle Sud raconté aux enfants, Parigi, Éditions de La Martinière Jeunesse, 2008
- A la découverte des pôles, Parigi, Éditions de La Martinière Jeunesse, 2010.
- Sur les routes du sacré en France, phot. d’Olivier Martel, Parigi, Presses de la Renaissance, 2010, 334 p. ISBN 978-2-7509-0599-6
- Les Cocottes : reines du Parigi 1900, Parigi, Éditions Parigramme, 2012, 185 p. ISBN 978-2-84096-727-9[2] · [3]. Réédition 1 septembre 2016.
- Les Pôles racontés aux enfants, avec Francis Latreille, Parigi, Éditions de La Martinière, 2012 ISBN 978-2-7324-5123-7
- Le Maudit de la Belle Époque, roman, Parigi, Éditions du Seuil, 2013, 314 p. ISBN 978-2-02-063426-7
- Ces objets qui racontent Parigi, Parigi, Parigramme, 2014, 160 p. ISBN 978-2-84096-873-3